# بمرانی
بُمرانی نام گروه موسیقی ایرانی است که در سال ۱۳۸۷ فعالیت خود را از فضای مجازی و کافه‌ها و سپس آهنگسازی و اجرای زنده در تئاتر شروع کرد و هم‌اکنون از گروه‌های فعال داخل ایران است.

## تاریخچه
گروه بمرانی از سال ۱۳۸۷ فعالیت خود را با ضبط آلبوم «آسمان زرد خورشید آبی» توسط بهزاد عمرانی و با همکاری حمیدرضا بهزادیان و به دنبال آن یک اجرای صحنه‌ای در مجتمع فنی تهران آغاز کرد. پس از آن با پیوستن مانی مزکی (نوازندهٔ هارمونیکا (سازدهنی)) و جهانیار قربانی (نوازندهٔ گیتار الکتریک) گروه شروع به ضبط قطعه‌ای با نام «هنوز همونم» (قطعه‌ای از آلبوم جوراب‌های لخت) کرد تا فعالیت گروه با اعضای جدید رسماً آغاز شود. پس از آن با پیوستن آرش عمرانی (نوازندهٔ پیانو) بمرانی شروع به اجرا کردن در کافه‌های تهران کرد. کمی بعد کیارش عمرانی به عنوان نوازندهٔ گیتار بیس به گروه و پس از آن آبتین یغماییان (نوازندهٔ درامز و پرکاشن) نیز به گروه اضافه شد. در این سال‌ها علاوه بر اجرا در کافه، گروه به اجرا در خیریه‌هایی همچون «محک» و آموزشگاه‌های موسیقی پرداخت و سپس برای اولین بار در سال ۱۳۹۰ توسط حسن جودکی و سجاد افشاریان به صحنهٔ تئاتر برده شد تا برای نمایش «صد سال پیش از تنهایی ما» با بازی سیامک صفری در تهران به آهنگسازی و اجرا بپردازد. بمرانی برای حدود دو سال به صورت مداوم به آهنگسازی و اجرای تئاتر و اجراهایی موسوم به پژوهشی در آموزشگاه‌های تهران مشغول بود و در سال ۱۳۹۲ از سوی ادارهٔ نمایش به عنوان پرکارترین آهنگساز تئاتر معرفی شد. پس از آن گروه به پیشنهاد «نشر چکه» مشغول ضبط آلبومی برای کودکان به نام «اتوبوس قرمز» شد که این آلبوم در سال ۱۳۹۲ در «استودیو صبا» ضبط و در ۱۳۹۳ منتشر شد تا اولین آلبوم رسمی گروه با تأیید وزارت ارشاد باشد، یک سال بعد در ۱۳۹۴ گروه آلبوم بعدی خود را با نام «مخرج مشترک» منتشر کرد و به دنبال آن بیش از ۲۰ اجرا در سالن آزادی و جشنوارهٔ موسیقی فجر برگزار کرد، آلبوم بعدی گروه در ۱۳۹۵ منتشر شد، به نام «گذشتن و رفتن پیوسته»، پس از این آلبوم گروه اجراهایی در سالن‌های بزرگتری مانند برج میلاد و سالن میلاد نمایشگاه بین‌المللی تهران تجریه کرد و با استقبال بیشتری مواجه شد.
بمرانی در زمستان ۱۳۹۷، آلبومی به نام سیزده‌چهل را منتشر کرد که حاصل پژوهش چندسالهٔ اعضای گروه بر آثار آوانگارد موسیقی پاپ دههٔ چهل ایران، و بازتنظیم و بازخوانی آن‌ها بود.
آخرین آلبوم بمرانی، «احتمالاً قهرمانی در کار نیست» نام دارد که در مرداد سال ۱۳۹۹ منتشر شد.
بمرانی از ابتدا تا به امروز بیش از ۱۰۰ اجرا در تهران، شیراز، رشت و اصفهان برگزار کرده‌است.
از دیگر فعالیت‌های گروه می‌توان به ساخت موسیقی برای انیمیشن «مردی که لب نداشت» ساختهٔ میلاد شاهجانی و با صداپیشگی فاطمه معتمدآریا، ساخت موسیقی برای فیلم مستند «میراث ناپدری» ساختهٔ نیما مهدیان، ساخت موسیقی تیتراژ فیلم «خواب‌زده‌ها» به کارگردانی فریدون جیرانی، ساخت موسیقی تیتراژ برنامهٔ خندوانه در فصل دوم این برنامه و اجرای زنده با تلفن هوشمند، ساخت موسیقی متن فیلم «مارموز» ساختهٔ کمال تبریزی و حضور در چند جشنوارهٔ موسیقی بین‌المللی در خارج از کشور اشاره کرد.

### اتوبوس قرمز
بمرانی در سال ۱۳۹۳ قراردادی با نشر چکه امضا کرد تا آلبومی برای کودکان بر روی اشعار علی‌اصغر سیدآبادی بسازد، آلبوم اتوبوس قرمز در بیست و سوم خرداد ۱۳۹۳ منتشر شد و امروز به نشر شانزدهم خود رسیده‌است.

### مخرج مشترک
در همان سال ۹۳ بمرانی ضبط آلبوم دوم خود به نام مخرج مشترک را نیز آغاز کرد. این آلبوم برخلاف آلبوم قبلی برای مخاطب بزرگسال ساخته شد، سبک آلبوم تلفیقی از موسیقی راک، کانتری و بالکان بود و بمرانی از گروه‌های موسیقی خارجی برای ساخت این آلبوم الهام گرفته بود. مخرج مشترک در نهم خرداد ۹۴ در خانهٔ وارطان هوانسیان و با استقبال هواداران گروه رونمایی شد و چندی بعد نیز در شیراز و در خانه زینت‌الملک نیز مراسم معارفه و رونمایی از آلبوم برگزار شد. بمرانی مراسم مشابهی نیز در اصفهان و رشت برپا کرد و تور کنسرت این آلبوم در شهرهای مختلف اجرا شد.

### گذشتن و رفتن پیوسته
کار ضبط آلبوم بعدی بمرانی در سال ۱۳۹۴ شروع شد و این آلبوم با نام گذشتن و رفتن پیوسته در سال ۹۵ منتشر شد. در این بین آبتین یغماییان، درامر گروه، از بمرانی جدا شد. به این ترتیب در ضبط آهنگ‌ها بمرانی از درامر مهمان استفاده کرد.
مراسم معرفی آلبوم در چارسو و به صورت آزاد برگزار شد و بمرانی در این مراسم چند قطعه از آلبوم را اجرا کرد. بهزاد عمرانی فضای این آلبوم را آرام‌تر از آلبوم‌های قبلی توصیف کرده که فضای آن به دلیل تأکید بر احساس تنهایی و فقدان عاشقانه‌تر شده‌است اما همان جنس نزدیک به کمدی و سبک نزدیک به موسیقی بالکان و جیپسی در آن حفظ شده‌است.

## اعضا

### اعضای کنونی
- بهزاد عمرانی - خواننده، گیتار ریتم
- مانی مزکی - سازدهنی، ترومبون، یوفونیوم، سوسافون
- جهانیار قربانی - گیتار الکتریک، کورنت، ماندولین، یوکللی
- آرش عمرانی - پیانو، کیبورد، آکوردئون
- کیارش عمرانی - گیتار بیس، کنترباس، بانجو، گیتار کلاسیک
- سالار محمد اصغری - درامز

### اعضای پیشین
- آبتین یغماییان - درام، کاخون

## آثار
| نام آلبوم                   | سال انتشار | ناشر       |
| آسمان زرد و خورشید آبی      | ۱۳۸۸       | (زیرزمینی) |
| جوراب‌های لخت                | ۱۳۸۹       | (زیرزمینی) |
| اتوبوس قرمز                 | ۱۳۹۳       | نشر چکه    |
| مخرج مشترک                  | ۱۳۹۴       | نشر نوفه   |
| گذشتن و رفتن پیوسته         | ۱۳۹۵       | نشر نوفه   |
| سیزده‌چهل                    | ۱۳۹۷       | نشر نوفه   |
| احتمالاً قهرمانی در کار نیست | ۱۳۹۹       | نشر نوفه   |
| شاید بهترین روزم گذشته      | ۱۴۰۴       | خانه دوست  |

| نام فیلم                  | سال ساخت | کارگردان      |
| ------------------------- | -------- | ------------- |
| مردی که لب نداشت          | ۱۳۹۱     | میلاد شاهجانی |
| میراث ناپدری              | ۱۳۹۲     | نیما مهدیان   |
| خواب‌زده‌ها                 | ۱۳۹۲     | فریدون جیرانی |
| بی‌نامی                    | ۱۳۹۵     | علیرضا صمدی   |
| مارموز                    | ۱۳۹۶     | کمال تبریزی   |
| مگه تموم عمر چند تا بهاره | ۱۴۰۲     | سروش صحت      |

| نام تئاتر                                  | سال اجرا | کارگردان       | محل اجرا     |
| ------------------------------------------ | -------- | -------------- | ------------ |
| صدسال پیش از تنهایی ما                     | ۱۳۹۰     | حسن جودکی      | تئاتر شهر    |
| تبارشناسی دروغ و تنهایی                    | ۱۳۹۱     | سجاد افشاریان  | تئاتر شهر    |
| کانگورو                                    | ۱۳۹۱     | علیرضا اولیایی | تئاتر شهر    |
| بام تهران                                  | ۱۳۹۱     | سیامک صفری     | تئاتر شهر    |
| داستان زمستان                              | ۱۳۹۱     | مهدی کوشکی     | تماشاخانهٔ دا |
| ننه دلاور بیرون پشت در                     | ۱۳۹۱     | سجاد افشاریان  | حافظ         |
| هفت شب با مهمان ناخوانده                   | ۹۲–۱۳۹۱  | فرهاد آئیش     | تئاتر شهر    |
| بداهه‌گویی آلما                             | ۱۳۹۲     | بهرام تشکر     | حافظ         |
| پروانه‌های غمگین من در یک صبح دل‌انگیز بهاری | ۱۳۹۲     | سوگل قلاتیان   | تئاتر شهر    |
| رؤیای یک شب نیمه تابستان                   | ۱۳۹۶     | مصطفی کوشکی    | مستقل        |

| نام آهنگ       | سال انتشار |
| پادکست شب یلدا | ۱۳۹۴       |
| شب چله         | ۱۳۹۵       |
| زن زندگی آزادی | ۱۴۰۱       |